# Jungermannia dichotoma
Jungermannia dichotoma là một loài rêu tản trong họ Jungermanniaceae. Loài này được (P. Beauv.) Steud. miêu tả khoa học lần đầu tiên năm 1824.